# لی یان (اسکیت باز سرعت)
لی یان (انگلیسی: Li Yan؛ زادهٔ ۸ سپتامبر ۱۹۶۸) اسکیت‌باز سرعت اهل چین است.